# Заверці
Заверці (пол. Zawiercie) — місто на півдні Польщі, адміністративний центр Заверцянського повіту, входить до складу Сілезького воєводства.

## Історія
У часи Російської імперії Заверці були фабричним містом Бендинського повіту Петроковської губернії. Правда, ще на початку 1870-х років це було скромне село. Але вже 1894 року Заверці мали понад 20 000 мешканців, а в промисловому світі його називали «Лодзем менших розмірів». Тоді, зокрема, у Заверцях на трьох великих фабриках бавовняних виробів працювало понад 5 000 осіб.
Міські права Заверцям надано 1915 року. 1939 року його включено до складу Третього Рейху під назвою Вартгенау (Warthenau).
У 1975—1998 роках місто входило до Катовицького воєводства, нині — до Сілезького воєводства.

## Демографія
Демографічна структура станом на 31 березня 2011 року:
|          | Загалом | Допрацездатний вік | Працездатний вік | Постпрацездатний вік |
| -------- | ------- | ------------------ | ---------------- | -------------------- |
| Чоловіки | 24726   | 4146               | 17657            | 2923                 |
| Жінки    | 27365   | 4016               | 16189            | 7160                 |
| Разом    | 52091   | 8162               | 33846            | 10083                |

1970 року в Заверцях мешкало 39,6 тисячі осіб, а 1985 року — 56 000.

## Економіка
У місті є сталеливарня, власником якої є товариство CMC Poland Sp. z o.o., філія американської компанії Commercial Metals Company.

## Міста-побратими

Підписання угоди про співпрацю між містами Заверці та Кам'янцем-Подільським

У березні 2007 року президент міста Заверці Мирослав Мазур уперше побував в Україні, узяв участь у відкритті туристичного сезону в Кам'янці-Подільському. Під час цього візиту 17 березня 2007 року було підписано угоду про співпрацю між містами Кам'янець-Подільський і Заверцями. За словами Мирослава Мазура, «обопільний досвід розвитку туризму двох стародавніх міст після підписання угоди про співпрацю набуде більшої динаміки та принесе вигоди в економічній і духовній сферах».
Містами-партнерами Заверців є також Ебензе (Австрія) та Понте Ламбро (Італія). Оскільки Понте Ламбро також є партнером Кам'янця-Подільського, то маємо своєрідний троїстий союз.

## Спорт
У місті діє багатосекційний спортивний клуб «Варта». Однією з його секцій є волейбольний клуб «Алюрон КМК Варта» (Aluron CMC Warta), який виступає у Плюс Лізі.